# Élection présidentielle gabonaise de 1973
L'élection présidentielle gabonaise de 1973 a eu lieu le 25 février 1973. Le seul candidat, Omar Bongo Ondimba l'a emporté avec 100 % des suffrages.

## Résultats
| Candidats          | Partis                      | Voix    | %   |
| ------------------ | --------------------------- | ------- | --- |
| Omar Bongo Ondimba | Parti démocratique gabonais | 515 841 | 100 |